# Gare de Le Pont
La gare de Le Pont est une gare ferroviaire de la ligne Vallorbe – Le Brassus. Elle est située sur le territoire de la commune suisse de L'Abbaye, dans le canton de Vaud.

## Situation ferroviaire
Établie à 1 007,86 mètres d'altitude, la gare du Pont est située au point kilométrique 11,63 de la ligne Vallorbe – Le Brassus.
La gare est dotée de trois voies dont deux voies traversantes formant un point de croisement et une ligne en impasse en provenance de Vallorbe, ainsi que de deux quais dont un central et un latéral.

## Histoire
La gare du Pont a été inaugurée le 30 octobre 1886 en même temps que la section du Day au Pont de la ligne de Vallorbe au Brassus. La section du Pont au Brassus a été quant à elle mise en service le 21 août 1899,.
Le prolongement de la ligne S2 du RER Vaud dans la vallée de Joux a été mis en service le 7 août 2022.

## Service des voyageurs

### Accueil
Gare des CFF, elle est dotée d'un bâtiment voyageurs et d'un distributeur automatique de titres de transport.
La gare n'est pas accessible aux personnes à mobilité réduite.

### Desserte
La gare fait partie du réseau RER Vaud, assurant des liaisons rapides à fréquence élevée dans l'ensemble du canton de Vaud. Le Pont est desservie toutes les heures par les trains de la ligne S4 reliant Le Brassus à Aigle ou Saint-Maurice.
La gare est également desservie par les trains S circulant aux heures de pointe entre Vallorbe et le Brassus afin de desservir les gares de la vallée de Joux.

### Intermodalité
La gare de Le Pont est en correspondance avec la ligne 690, exploitée par Autotransports de la Vallée de Joux à destination du Sentier et du Brassus et le week-end avec la ligne interurbaine 683, exploitée par CarPostal, reliant Orbe au Mont d'Orzeires à Vallorbe ainsi que la ligne 750, exploitée par MBC, à destination de la gare de Cossonay-Penthalaz.
De juin à septembre, la gare est en correspondance à distance au débarcadère du Pont avec le bateau Caprice II qui effectue une à deux rotations par jour de juin à septembre sur le lac de Joux.